# San Vicente (Rosamorada)
San Vicente, municipio de Rosamorada, en el estado de Nayarit, cuenta con un poco más de cuatro mil habitantes (2010). Se sitúa en la ribera del río San Pedro, frente a Tuxpan. Fue fundada a finales del siglo XIX, al verse la necesidad de contar con mano de obra para trabajar las tierras de esa zona. Anteriormente se dependía de campesinos que vivían en Tuxpan y tenían que cruzar el río, pero en época de lluvias se dificultaba esto debido a las frecuentes crecidas del río San Pedro. El fundador fue Vicente Fernández-Villanueva Salazar, oriundo de La Prada, provivia de Burgos, España, quien se vino a la edad de 15 años a Nayarit para trabajar en la casa de Aguirre. Don Vicente decidió ponerle a la nueva población el nombre de San Vicente, en honor a su santo patrono San Vicente Ferrer.